# Ancien cimetière catholique de Dresde
L'ancien cimetière catholique (en allemand : Alter Katholischer Friedhof) est l'un des cimetières les plus anciens de Dresde, en Saxe. Il se situe dans le quartier de Friedrichstadt, sur la rive gauche de l'Elbe. Ce cimetière fut fondé  en 1720-1721 sous le règne d'Auguste le Fort, pourtant souverain catholique d'un pays protestant, l'Électorat de Saxe, et fut motivé par le mariage de son fils, Frédéric-Auguste II, avec l'archiduchesse Marie-Josèphe.
Le cimetière se situait à l'époque en dehors des murs de la ville, puisque la loi saxonne défendait aux non-protestants d'être enterrés à proximité de ceux-ci. Il était destiné à abriter les dépouilles des catholiques de la noblesse locale, ou celles de catholiques venus d'autres États allemands, ainsi que d'Italie et de France. Beaucoup de membres de la noblesse polonaise, après les soulèvements de 1830-1831, y sont aussi enterrés. Au début, il était interdit d'y construire des chapelles privées ou une église.
La première dépouille fut celle d'un acteur italien, Molteno, enterré en 1724 ; vingt-sept autres suivirent cette année-là.
Ce cimetière est un exemple rare d'architecture baroque et rococo, ainsi que de néo-classicisme. Sa chapelle, dédiée à saint Michel-Archange, fut consacrée en 1842. Une des personnalités les plus célèbres à y avoir sa tombe est le compositeur Carl Maria von Weber (1786-1826).

## Galerie

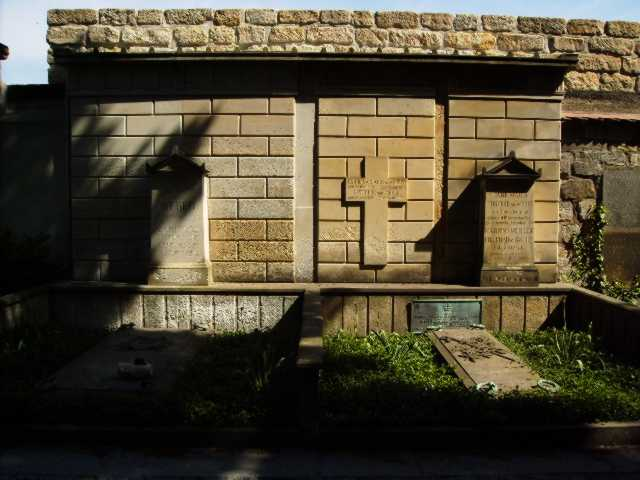
Tombes de Carl Maria von Weber et de sa famille
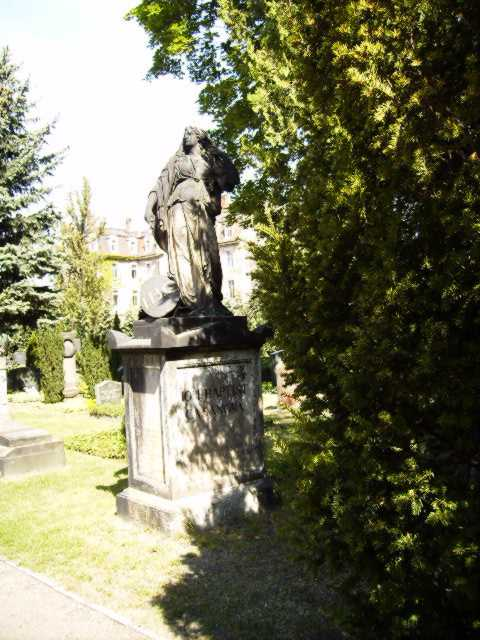
Stèle de Jean-Baptiste Casanova
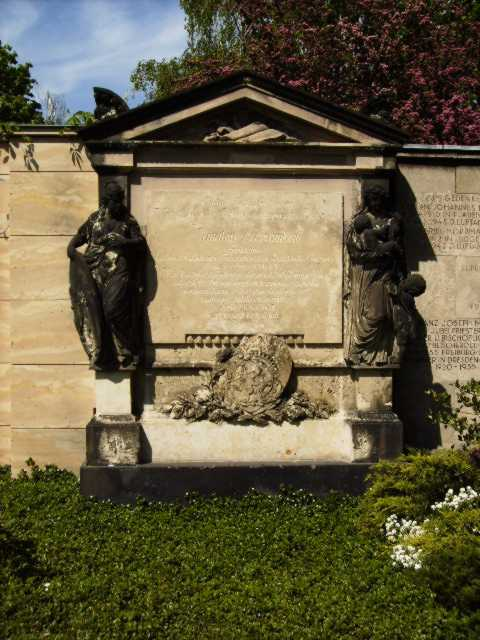
Tombe du comte Ignace Accoramboni
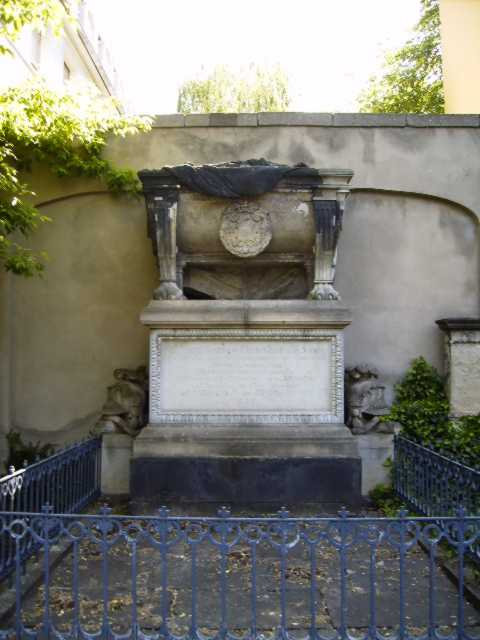
Tombe du chevalier de Saxe
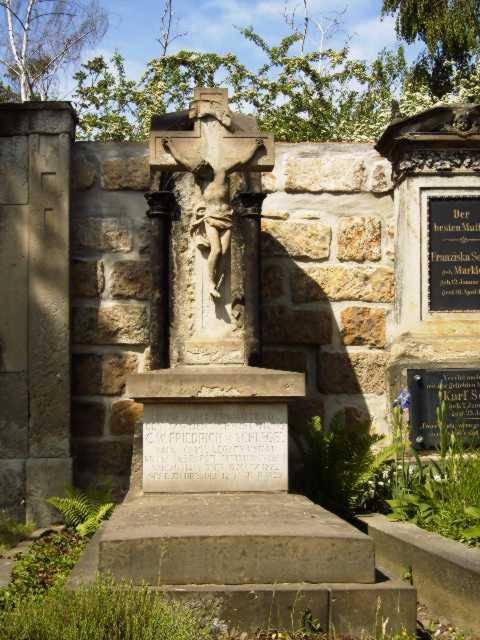
Tombe de Friedrich von Schlegel
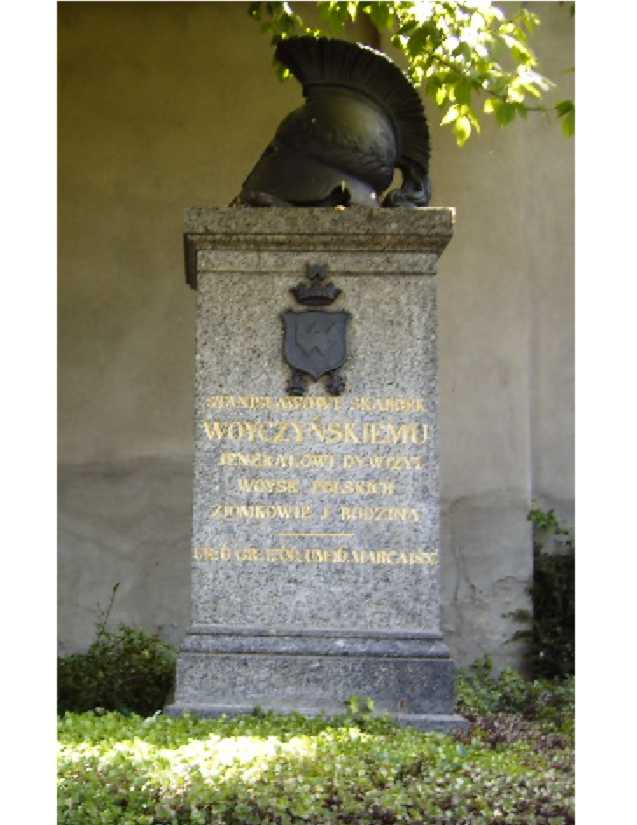
Tombe du prince Stanislas Skarbek
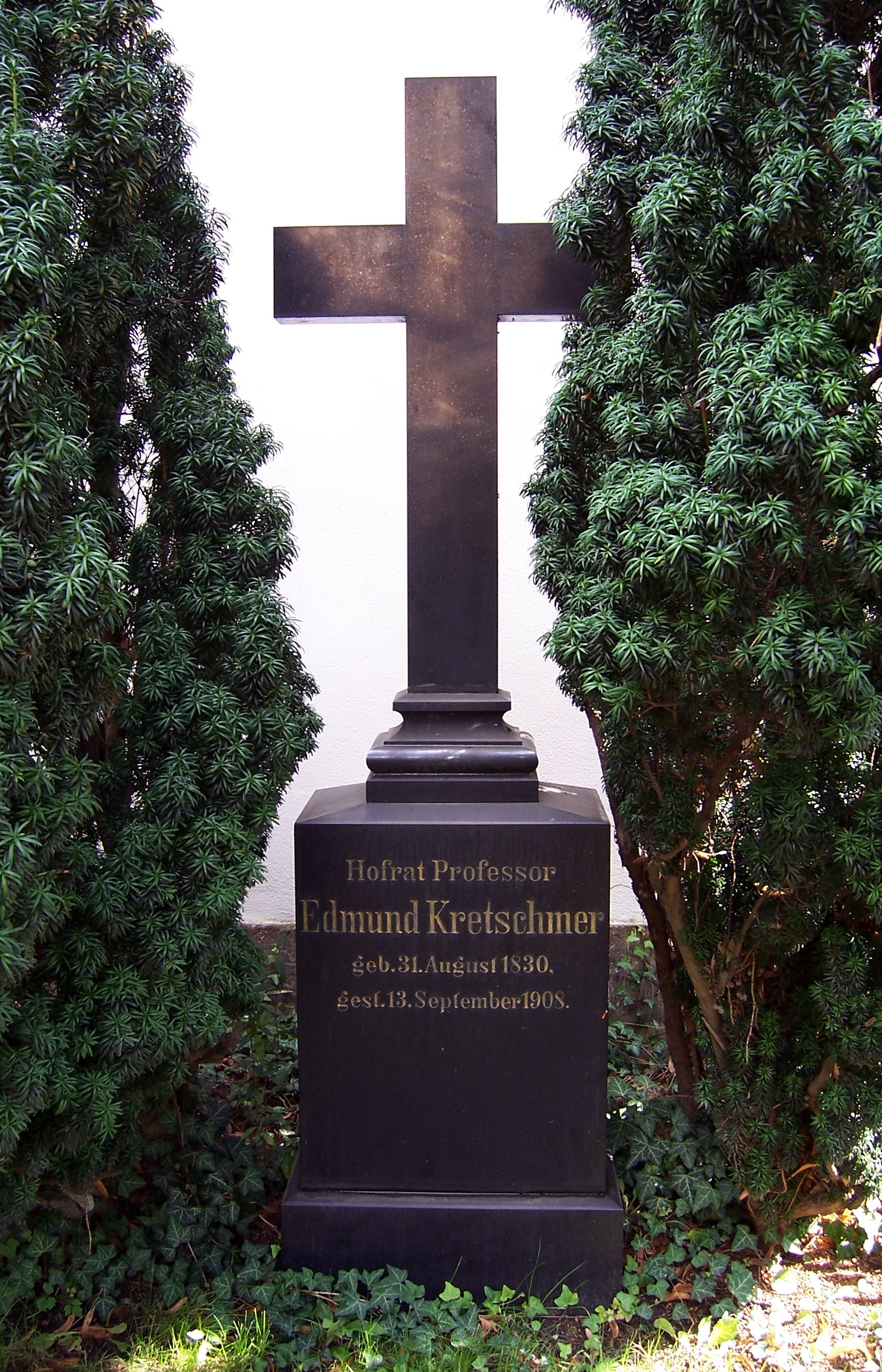
Tombe d'Edmund Kretschmer (de)
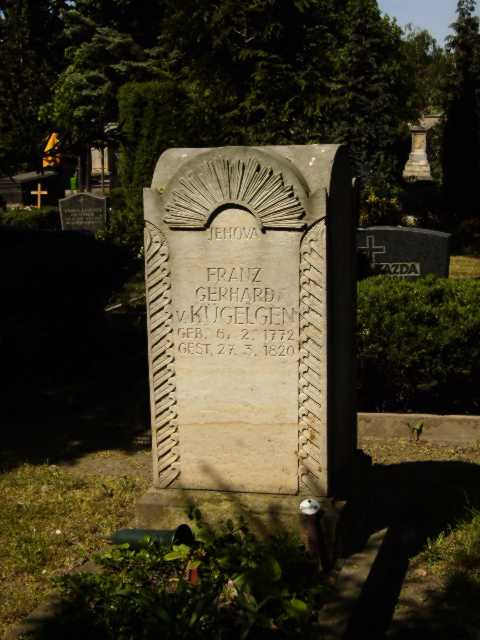
Tombe de Gerhard von Kügelgen

## Personnalités

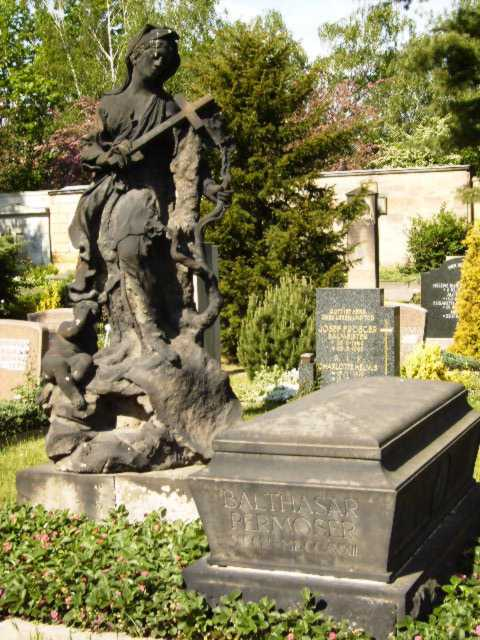
Tombe de Balthasar Permoser

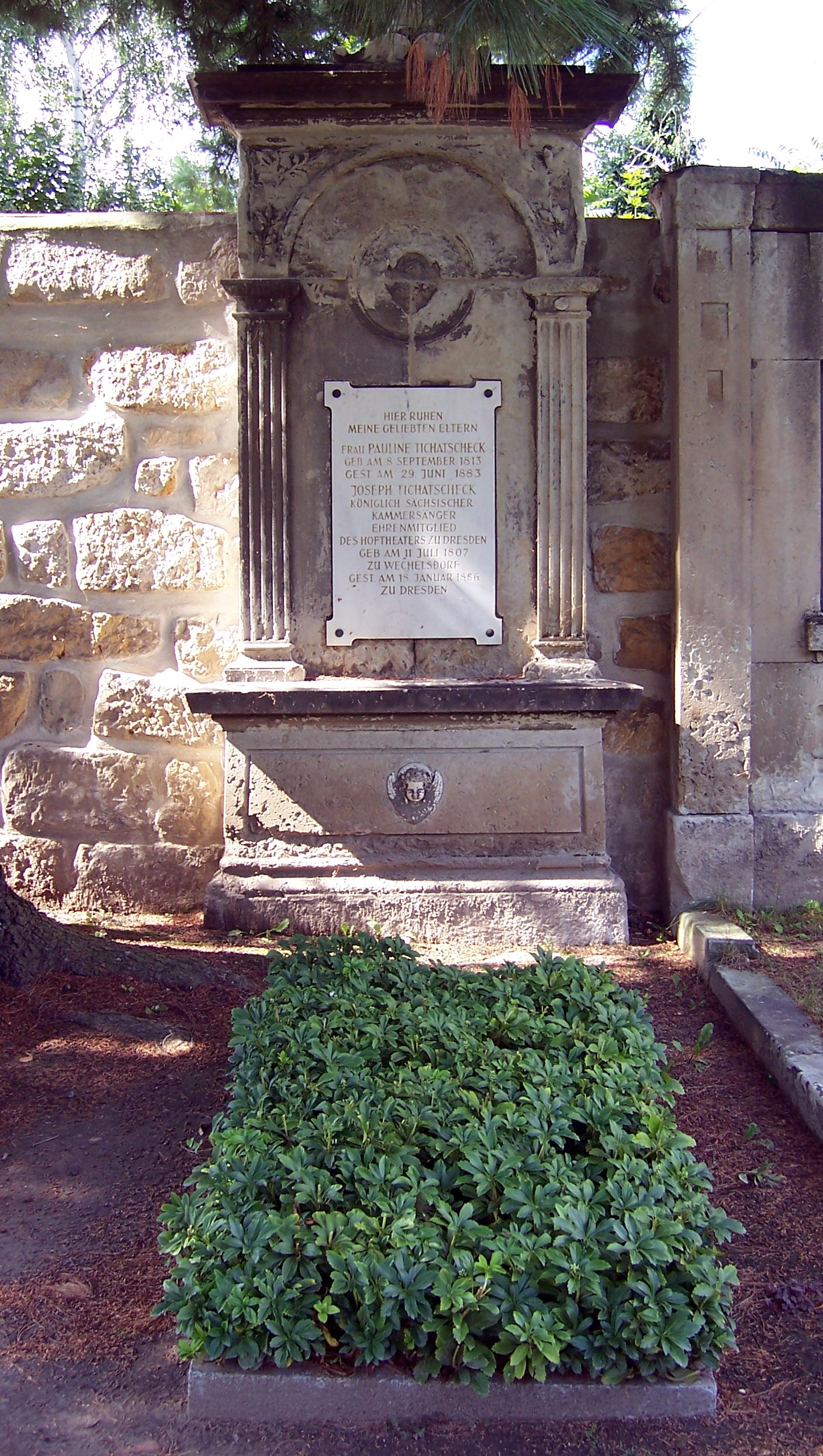
Tombe de Joseph Tichatschek

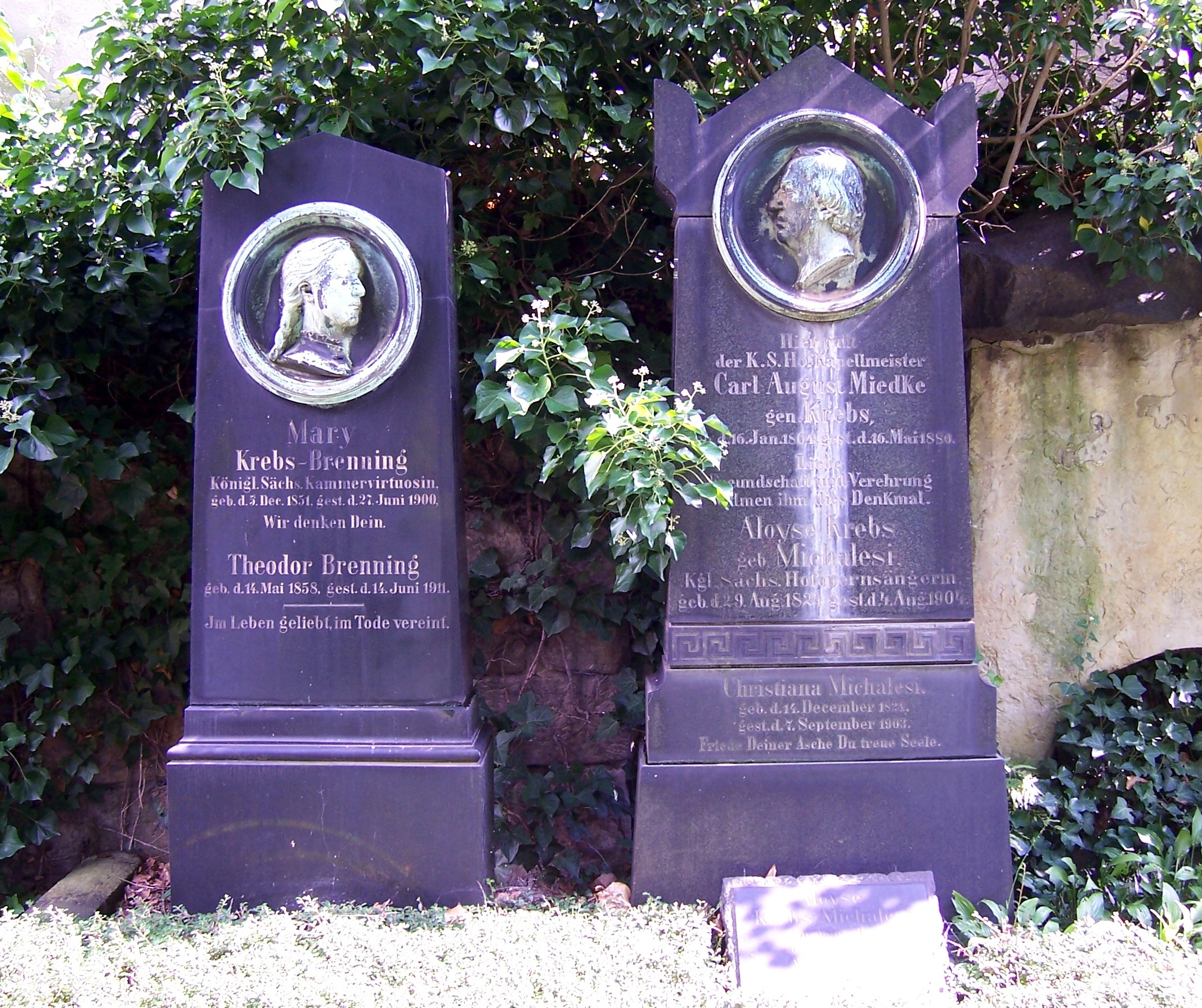
Tombe des Krebs-Brenning

- Aloïs Andritzki (1914-1943), prêtre opposant au nazisme, martyr
- Franz Bernert (de) (1811-1890), évêque et vicaire apostolique dans les Erblands saxons
- Theodor Blumer (de) (1881-1964), compositeur et chef d'orchestre
- Rudolf Bockelmann (1892-1958), baryton
- Bartolomeo Bosco (de) (1793-1863), célèbre prestidigitateur et illusionniste italien
- Kazimierz Brodziński (1791-1835), poète polonais
- Jean-Baptiste Casanova (1730-1795), peintre vénitien, frère du célèbre aventurier
- Irene von Chavanne (1868-1938), cantatrice autrichienne
- Joseph Dittrich (de) (1794-1853), évêque et vicaire apostolique dans les Erblands saxons
- Ermenegildo Antonio Donadini (de) (1847-1936), peintre
- Ermenegildo Carlo Donadini (de) (1876-1955), peintre et restaurateur
- Anton Dreyssig (de) (1774-1815), musicien
- Leonhard Fanto (de) (1874-1940), peintre
- Ludwig Forwerk (de) (1816-1875), évêque et vicaire apostolique dans les Erblands saxons
- Johann Christian Götze (de) (1692-1749), érudit, théologien et bibliothécaire
- Ernst Julius Hähnel (1811-1891), sculpteur
- Joseph Herrmann (de) (1800-1869), sculpteur
- Karol Boromeusz Hoffman (de) (1798-1875), juriste et écrivain polonais
- le comte von Hoffmannsegg (1766-1849), botaniste et ornithologue
- Ernst Hottenroth (1872-1908), sculpteur
- Carl August Krebs (1804-1880), pianiste
- Edmund Kretschmer (de) (1830-1908), organiste et compositeur
- Gerhard von Kügelgen (1772-1820), peintre
- Franz Laurenz Mauermann (de) (1780-1845), évêque et vicaire apostolique dans les Erblands saxons
- Klaus Mertens (de) (1931-2014), architecte et chercheur en construction.
- Karl Borromäus von Miltitz (de) (1781-1845), poète et compositeur.
- Georg O'Byrn (de) (1864-1942), major général
- Alexander von Oer (de) (1841-1896), ingénieur civil
- Theobald von Oer (1807-1885), peintre
- Gustaw Olizar (de) (1798-1865), poète
- Ferdinand Pauwels (1830-1904), peintre belge Prix de Rome
- Balthasar Permoser (1651-1732), sculpteur baroque
- Franz Pettrich (de) (1770-1844), sculpteur
- Jean-Georges de Saxe (1704-1774), général et gouverneur de Dresde, fils illégitime du roi Auguste le Fort
- Friedrich von Schlegel (1772-1829), philosophe et poète
- Johann Alois Schneider (de) (1752-1818), évêque catholique
- Franz Anton Schubert (1768-1824), compositeur
- Franz Seydelmann (de) (1748-1806), compositeur
- Karl Sontag (de) (1828-1900), acteur frère d'Henriette Sontag
- Kurt Striegler (de) (1886-1958), compositeur
- Josef Eduard Tammer (de) (1883-1959), peintre
- Joseph Tichatschek (1807-1886), ténor
- Carl Maria von Weber (1786-1826), compositeur
- Max Maria von Weber (de) (1822-1881), fils du précédent, homme d'État prussien et ingénieur des chemins de fer saxon
- Auguste de Gérando (1819-1849), essayiste franco-hongrois.

Il existe une stèle à la mémoire du compositeur Jan Dismas Zelenka (1679-1745), dont la tombe a disparu, ainsi que pour le compositeur baroque Sylvius Leopold Weiss (1687-1750). On trouve aussi les tombes des sœurs de la congrégation de Sainte-Élisabeth qui sont présentes à Dresde depuis 1860, ainsi que celle de prêtres catholiques de la ville, dont trois moururent en camp de concentration (Aloïs Andritzki, Aloys Scholtze et Bernhard Wensch).  